# زبان اشاره هلندی
زبان اشاره هلندی زبان اشاره‌ای است که توسط ناشنوایان و کم شنوایان در هلند استفاده می‌شود.